# Chénéville
Chénéville es un municipio canadiense situado en la provincia de Quebec.

## Superficie
Chénéville tiene una superficie de 65,83 km².

## Demografía
En 2021, tenía 848 habitantes, una densidad poblacional de 12,9 hab./km², y 500 viviendas.